# Grenaa
Grenaa este un oraș în Danemarca.